# La tragedia de una vida
La tragedia de una vida, (en alemán Tragödie eines Lebens) es una biografía sobre la poetisa francesa Marceline Desbordes-Valmore, escrita por Stefan Zweig en París en 1924. Se publicó en 1927, por la editorial Insel-Verlag de Leipzig.
En una obra poco apegada al género, el autor se centra más en la creación poética de la protagonista y sus sentimientos como fuente de su creatividad que en un desarrollo específico de los datos que conformaron la vida de Marceline.
En español hay una versión conjunta con la biografía de Verhaeren.